# Partido Único Nacional de los Trabajadores
El Partido Único Nacional de los Trabajadores, más conocido por sus siglas (PUNT) fue el partido único de Guinea Ecuatorial entre 1970 y 1979, durante la dictadura de Francisco Macías Nguema.

## Historia
Fue creado y liderado por el anteriormente dirigente de la Idea Popular de Guinea Ecuatorial (IPGE) y por aquel entonces, presidente de Guinea Ecuatorial desde las elecciones de septiembre de 1968, Francisco Macías Nguema. El partido fue fundado oficialmente el 7 de julio de 1970 sobre la estructura del Partido Único Nacional (PUN), existente desde enero-febrero de ese mismo año. Al nombre del partido se añadió "de los Trabajadores" inspirándose Macías, supuestamente, en el Partido del Trabajo de Corea. La formación fue establecida luego de que en enero de 1970, por decreto de Macías, se suprimieran todos los partidos políticos existentes en el país. Previamente, en diciembre de 1968, Macías ya había anunciado que pronto habría un partido único para "unificar ideas".
Macías asumió el cargo de presidente vitalicio del PUNT, cuyo máximo órgano era el Comité Central. Del Comité Central formaban parte Macías como presidente, sus ministros, gobernadores civiles de las provincias, delegados gubernativos y altos oficiales del Ejército. Las demás estructuras del PUNT consistían en comités de base, distritales y provinciales. En 1977 el Comité Central fue disuelto y Macías asumió el poder absoluto en el PUNT. El Secretario General Permanente del PUNT fue el también Ministro de Enseñanza Popular, Arte y Cultura Tradicional Buenaventura Ochaga Ngomo, hasta su caída en desgracia y ejecución en 1976.
Fue el partido único del país desde su fundación, y el poder de la formación se ratificó tras la entrada en vigor de la Constitución de 1973. Los estatutos del PUNT fueron elaborados, según se dice, por el asesor de Macías Antonio García-Trevijano. Según la Alianza Nacional para la Restauración Democrática (ANRD), fue García-Trevijano quién le sugirió a Macías añadir "de los Trabajadores" al nombre del partido. Otros autores apuntan a que quién motivó a Macías a hacer este cambio fue Marien Ngouabi, entonces presidente de la República Popular del Congo.
En las elecciones parlamentarias de 1973 el PUNT obtuvo la totalidad de escaños en la Asamblea Nacional Popular.
Su sección juvenil, llamada "Juventudes en Marcha con Macías" (posteriormente conocida como "Milicia Popular Revolucionaria") ejerció un papel importante, tanto propagandístico como represor durante el régimen de Macías. El partido disponía también de una Sección Femenina, basada en la Sección Femenina de la Falange Española de las JONS. Tenía la función de organizar actos y actividades, y las mujeres que la conformaban de notificar sobre las actividades políticas de sus familias. Sékou Touré, presidente de Guinea, envió dos asesores al país para ayudar a organizar este cuerpo.
Desde el mismo momento de su creación el PUNT adquiere gran trascendencia social. El carnet del Partido se exige para todo: matrículas académicas, contratos de trabajo, etc. También era obligatorio llevar puesto el uniforme oficial del PUNT, con una efigie del presidente Macías colocada a la altura del corazón, para mostrar fidelidad y amor al dictador. El carnet del partido era tan importante como la cédula de identidad, y podía ser pedido por las autoridades en cualquier momento y lugar. Además el partido tenía la potestad de tomar decisiones en materia jurídica, como juzgar, condenar y absolver.

«Yo, guineano militante del PUNT, juro por Dios y por mi honor luchar, hasta la muerte si hubiera lugar, por la integridad territorial de Guinea Ecuatorial, contra el colonialismo, neocolonialismo, imperialismo, colonialismo tecnológico, separatismo, la miseria y los golpes de Estado.»
Carnet del PUNT.

Según el artículo 4º de los Estatutos del PUNT, "todo guineano, desde los siete años, pertenece obligatoriamente al PUNT y se pierde tal condición con la muerte".
El partido fue disuelto tras el golpe de Estado llevado a cabo por Teodoro Obiang en agosto de 1979.